# Ueli Steck
Ueli Steck, född 4 oktober 1976 i Langnau im Emmental i kantonen Bern i Schweiz, död 30 april 2017 på berget Nuptse i Nepal, var en schweizisk bergsbestigare och innehavare av hastighetsrekordet uppför Eigers nordvägg på 2 timmar och 22 minuter.